# Mirjam Unger
Mirjam Unger (Klosterneuburg, 9 agosto 1970) è una regista, giornalista e fotografa austriaca.

## Biografia
Ha lavorato come giornalista radiofonico e televisivo dal 1989. Dal 1993 studia regia alla Filmacademy Vienna.

## Filmografia

### Regista
- Ternitz, Tennessee (2000)
- Die ganze Nacht - cortometraggio (2002)

### Regista e sceneggiatrice
- Speak Easy - cortometraggio (1997)
- Mehr oder weniger - cortometraggio (2000)
- Vienna's Lost Daughters (2007)
- Oh Yeah, She Performs! (2012)
- Meine Narbe (2014)
- La primavera di Christine (Maikäfer flieg) (2016)

### Attrice
- Don't Kill, regia di Max Linder - cortometraggio (2000)